# بخش هارلان (وارن، اوهایو)
بخش هارلان (به انگلیسی: Harlan Township) یک منطقهٔ مسکونی در ایالات متحده آمریکا است که در شهرستان وارن، اوهایو واقع شده‌است.
 بخش هارلان ۱۱۷٫۰ کیلومتر مربع مساحت و ۳٬۶۲۷ نفر جمعیت دارد و ۲۷۴ متر بالاتر از سطح دریا واقع شده‌است.